# コロネイアの戦い (紀元前447年)
コロネイアの戦い（コロネイアのたたかい、英：Battle of Coronea）は第一次ペロポネソス戦争において紀元前447年にデロス同盟とボイオティアおよびその同盟諸国との間で起こった戦闘である。
紀元前457年にアテナイ人はオイノフュタの戦いでの勝利によってテバイを除く全ボイオティアを勢力下に置いた。それから彼らは10年間を同盟の力の堅固化に費やしたが、紀元前448年の第二次神聖戦争の後、亡命したボイオティア人がオルコメノスやカイロネイアなどボイオティアの諸地域をアテナイから奪回しだした。そこでアテナイはトルミデス指揮下の重装歩兵1000人および同盟軍をボイオティアに送った。彼らはカイロネイアを占領して住民を奴隷に売り、守備隊を置いた。その後、彼らはコロネイアへと進んだが、そこでスパルトン率いるボイオティア、ロクリス、エウボイアその他の連合軍の待ち伏せを受けて敗れ、トルミデスもまた戦死した。その後、アテナイは捕虜の引渡しを条件としてボイオティアを放棄し、ボイオティアは独立を回復した。
この敗北の後、エウボイアそしてメガラという風にアテナイに対する同盟国の反乱が続発し、アテナイはこれへの対処およびこれに乗じたスパルタ率いるペロポネソス同盟との戦いに追われた。そして紀元前446年ないし紀元前445年にアテナイはスパルタおよびその同盟国と30年の不戦条約を結び、ひとまずの平和を手にした。

## 註
1. ↑  ディオドロス, XII, 6
2. ↑  パウサニアス, I, 27, 5
3. ↑  プルタルコス, 「ペリクレス」, 18
4. ↑  プルタルコス, 「アゲシラオス」, 19
5. ↑  トゥキュディデス, I, 113